# مارثا تشيني
مارثا تشيني (بالإنجليزية: Martha Cheney)‏ هي كاتبة للأطفال وكاتبة غنائية وكاتِبة وشاعرة أمريكية، ولدت في 1953.